# مروث برمائي
مروث برمائي (الاسم العلمي: Coprinus amphibius) هو نوع من الفطريات يتبع جنس المروث من الفصيلة المروثية.